# Forte San Leonardo
Forte San Leonardo, originariamente chiamato Werk San Leonardo, è stata una fortificazione posta sulle colline a nord-ovest di Verona, parte del complesso sistema difensivo cittadino e più in particolare del settore dei forti collinari e dei forti avanzati di pianura, messo in opera tra 1837 e 1843. La struttura fortificata fu realizzata nel 1838 e i lavori furono diretti dal direttore del Imperiale Regio Ufficio delle Fortificazioni di Verona, il maggiore generale tedesco Franz von Scholl. Nella seconda metà del Novecento la struttura è stata profondamente trasformata per ospitare la chiesa di Nostra Signora di Lourdes, una sussidiaria facente parte della diocesi di Verona.

## Storia e descrizione

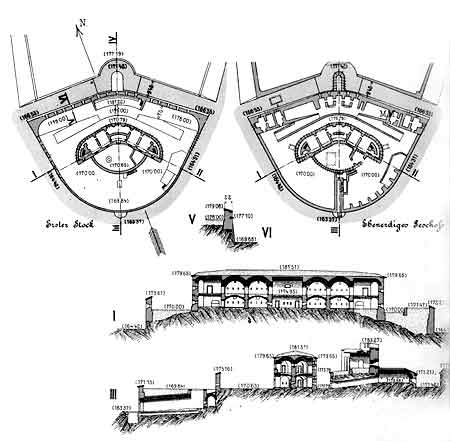
Piante e sezioni che rappresentano il forte militare al 1899

Collocato sull'altura più elevata, in prossimità della chiesetta romanica di San Leonardo, l'omonimo forte dominava l'imbocco della valle di Avesa e la Campagnola, copriva il fronte di gola del sovrastante forte San Mattia e proteggeva il settore orientale della cinta magistrale di sinistra d'Adige; principalmente, come gli altri forti del sistema collinare, concorreva a interdire l'aggiramento della piazzaforte a settentrione; nello stesso tempo sottraeva al nemico posizioni dominanti, svantaggiose per la difesa della città.
La pianta simmetrica, condotta su eleganti tracciati ad arco, era insolita e particolarmente interessante in un forte di sito collinare. Si distingueva il ridotto casamattato, su due piani, a corpo lineare angolato, protetto nel fronte di gola dal recinto difensivo arcuato, a feritoie. Il fronte principale, a saliente arrotondato, con muro di rivestimento aderente, è ordinato su due ordini di fuoco, parte in casamatta, parte a cielo aperto: quest'ultimo è protetto da merloni di muratura. Il fossato asciutto, originariamente difeso da una caponiera centrale, separa il forte dalla collina antistante, rivestita dal muro di controscarpa e modellata alla sommità nella forma geometrica dello spalto, per il tiro radente delle artiglierie. Al forte si accedeva dal portale posto nel mezzo del fronte di gola; si risaliva poi la poterna fino al livello del piazzale interno.
I paramenti murari delle opere esterne - muri di scarpa e di controscarpa - sono a conci di tufo con apparecchio a opus poligonale. Il ridotto era rivestito con paramento di tufo a conci squadrati, su corsi regolari.

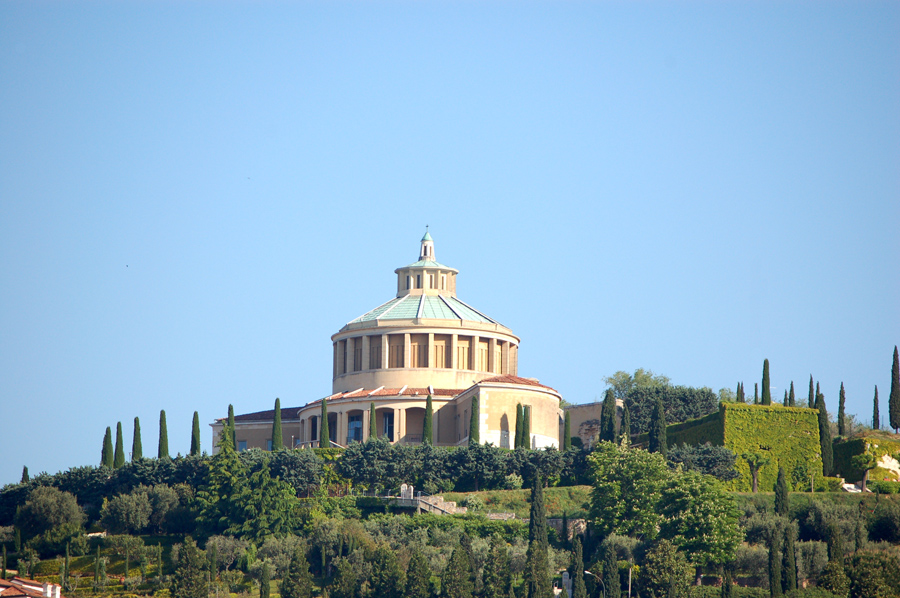
Vista ravvicinata del santuario della Madonna di Lourdes, già forte San Leonardo

Nel 1952, il forte fu concesso dal Demanio militare alla congregazione degli Stimmatini, in permuta di nuove costruzioni abitative. La trasformazione della fortificazione in santuario lo salvò dal quasi sicuro abbandono e degrado, però ha quasi del tutto cancellato le strutture interne del ridotto centrale, conservando solo parte dei muri perimetrali. Del forte rimane quindi l'impianto generale, con l'alto basamento murario tondeggiante del ridotto, si conserva l'imponente fronte principale merlato, ma modificato e con una costruzione incongrua, e rimane la controscarpa, mentre è stata demolita la caponiera centrale, mentre le casematte laterali sono state modificate. Il ridotto, quindi, è stato sopraelevato mediante l'aggiunta di una cupola tronco-conica sostenuta da un alto tamburo.
Per la sua posizione dominante, il forte, trasformato in santuario e sormontato dalla cupola, si impone nelle vedute dalla città alla collina. I progettisti absburgici, consapevoli che le fortificazioni collinari occupavano posizioni panoramiche, avevano particolare riguardo all'inserimento nel paesaggio. Il danno più rilevante della trasformazione subita dal forte, oltre alla parziale demolizione della struttura architettonica, consiste pertanto nella perdita della forma originaria, sostituita da un'architettura moderna, estranea al quadro paesaggistico collinare.

## Armamento
L'armamento della fortificazione consisteva in:
- 6 cannoni ad anima liscia

Riserve di munizioni: 1 polveriera per 15 300 kg.

## Presidio di guerra
Il presidio in caso di guerra della fortificazione consisteva in:
- 150 fanti
- 30 artiglieri

Era inoltre possibile disporre un presidio di emergenza di 280 uomini.